# Бам (Олександрія)
Бам (БАМ) — район багатоповерхової забудови в Олександрії, що виник у 1980-тих роках, східна частина Південного мікрорайону.

## Розташування
Бам знаходиться на лівому березі Інгульця на південному-сході центральної частини міста. З півдня він обмежується автотрасою М 04, яка в межах міста називається вулицею Гетьмана Мазепи, зі сходу — залізницею.

## Історія
На початку 1980-тих років на півдні міста був запланований і почав розбудовуватися житловий мікрорайон «Південний». Багатоповерхівки, переважно дев'ятиповерхові будували на місці колишнього приватного житлового сектору і садів. Серед населення офіційна назва нового житлового масиву не закріпилася, східна, віддаленіша від центру, частина отримала назву Бам чи БАМ, а західна — Тинда. Ці назви виникли за аналогією з БАМом і його містом-супутником Тиндою, які в той час забудовувалися радянськими багатоповерхівками «брежньовками».

## Опис
Мікрорайон забудований переважно дев'ятиповерхівками. Тут розташовується два діючі дитячі садочки № 2 і № 42, Олександрійське ПТУ № 17. На Бамі знаходиться невелике старе кладовище, що діяло у радянський період, поруч з ним у 2000-них роках було збудовано невелику церкву УПЦ МП.